# 小笠山砦
小笠山砦（おがさやまとりで、英語: Fort Ogasayama）は、静岡県掛川市入山瀬（遠江国城東郡入山瀬村）の小笠山山頂付近にあった日本の城。別名笹ヶ峯御殿（ささがみねごてん、英語: Sasagamine Palace）。現在は城跡が残る。掛川城を攻略するために築かれ、のちに高天神城を包囲するための「高天神六砦」の一つとなった。

## 概要
遠江国城東郡の入山瀬村に立地する。海抜250メートルほどの小笠山の頂に位置している。1569年（永禄12年）、今川氏真方の掛川城を攻略するために、この砦に徳川家康の本陣が置かれたとされる。氏真は城主の朝比奈泰朝らとともに掛川城に立てこもっていたが、家康の包囲網を前に如何ともしがたく開城に至った。その後、家康は1576年（天正4年）から1577年（天正5年）にかけて小笠山砦を改修し、今度は武田勝頼方の高天神城を攻略するための拠点として活用した。なお、『小笠郡誌』によれば、この砦に家康が軍勢を置いたために、入山瀬村など近隣住民は離散の憂き目に遭い、砦に隣接する小笠神社は荒らされ古文書も亡失するに至ったとされている。
この小笠山砦は、能ヶ坂砦、火ヶ峰砦、獅子ヶ鼻砦、中村砦、三井山砦とともに「高天神六砦」と称された。その中でも小笠山砦は城域が600メートルにも及び、比較的規模の大きな砦であった。この砦は高天神城より北に4キロメートルほど離れており、山腹は礫層の浸食地形のため急峻であり、その頂からは能ヶ坂砦、火ヶ峰砦、獅子ヶ鼻砦、中村砦、三井山砦を全て見渡すことができたという。高天神城攻略に際しては、徳川家康に任じられた石川康通がこの砦を管轄し、高天神城への兵糧や弾薬の補給を遮断した。その結果、高天神城の将兵は飢えに苦しみ、城に立てこもる岡部元信らは苦境に陥った。また、家康と同盟関係にあった織田信長は、小笠山砦に御使衆を4名派遣している。1581年（天正9年1月）になると、信長は家康を支援するため水野忠重らを援軍として差し向けている。第二次高天神城の戦いにより高天神城が落城すると、役割を終えたこの砦も廃止されることになった。
その後、砦跡の遺構は特に整備されておらず、曲輪、横堀、土塁などは残存しているものの、往時を偲ばせる跡はほとんど残存していない。ただ、小笠山砦跡であることを示す標柱が建てられている。

## 名称
この砦は小笠山に位置することから、その名を取って「小笠山砦」と呼ばれるようになった。また、『高天神記』には「小笠山ノ砦、其ハ先年掛川城攻ノ時、御本陣ニ成リシ所也、今ニ於テ笹ケ峯ノ御殿ト云其也」との記述があることから、「笹ヶ峯御殿」とも呼ばれていたようである。